# Kristie Ahn
Kristie Hyerim Ahn (* 15. Juni 1992 in Flushing Meadows, New York City) ist eine ehemalige US-amerikanische Tennisspielerin.

## Karriere
Kristie Ahns Eltern, Mutter Fay und Vater Don Ahn, stammen aus Südkorea. Sie spielt überwiegend auf Turnieren des ITF Women’s Circuit, bei denen sie bislang sieben Einzel- und zwei Doppeltitel gewonnen hat.
Ihren ersten großen Erfolg erzielte sie 2008 bei den US Open, als sie sich im Alter von 16 Jahren mit einer Wildcard in der Qualifikation startend, bis ins Hauptfeld vorkämpfte. In der ersten Runde verlor sie gegen die als Nummer Sechs gesetzte und spätere Weltranglistenerste Dinara Safina mit 3:6 und 4:6. Im darauffolgenden Jahr nahm sie abermals mit einer Wildcard am Qualifikationsturnier der US Open teil, scheiterte dieses Mal jedoch in der Vorschlussrunde.
Danach trat sie auf der amerikanischen ITF-Tour zunächst nur sporadisch und mit schwankenden Leistungen in Erscheinung. 2014 kam sie bei sieben gespielten Turnieren nicht über die erste oder zweite Runde hinaus. Stattdessen fokussierte sie sich auf den Collegesport, wo sie für Stanford bei den NCAA Division I Tennis Championships 2013 antrat, mit ihrer Partnerin Nicole Gibbs aber, an Position fünf gesetzt, bereits in der ersten Runde des Doppelwettbewerbs ausschied. Im Jahr darauf zog sie dort im Einzel, an drei gesetzt, ins Achtelfinale ein. Bei den American Collegiate Invitational kam sie 2014 ins Halbfinale.
Nach ihrem Universitätsabschluss in Science, Technology and Society, spielte sie 2015 ihre erste komplette Saison auf der ITF-Tour. 2016 spielte sie mit den Australian Open ihr erstes Grand-Slam-Turnier außerhalb Amerikas. Wie auch später bei den French Open und US Open, scheiterte sie bereits in der Qualifikation. Im Jahr darauf gelang ihr in Monterrey aus der Qualifikation heraus der erste Sieg im Hauptfeld eines WTA-Turniers. Im November besiegte sie im Finale des $75.000-Turniers in Tyler ihre Landsfrau Danielle Collins und holte damit ihren ersten größeren ITF-Titel.
Mit diesem Erfolg gelang ihr zum ersten Mal die Qualifikation für das Hauptfeld der Australian Open, wo sie Barbora Strýcová in der ersten Runde in zwei Sätzen unterlag. 2018 trat Ahn auch vermehrt in den Qualifikationsrunden von WTA-Turnieren an, jedoch erreichte sie nur zu Saisonbeginn in Sydney das Hauptfeld, verlor dort aber ihr Auftaktmatch gegen Kiki Bertens. 2019 konnte sie in Bogotá nach langer Zeit wieder international auf sich aufmerksam machen, als sie als Lucky Loserin die Topgesetzte Jeļena Ostapenko in der ersten Runde schlug. Allerdings unterlag sie bereits in der nächsten Runde gegen eine kolumbianische Wildcard-Spielerin.
Nachdem sie in Wimbledon erneut aus der Qualifikation kommend, bei ihrem ersten Match im Hauptfeld scheiterte, erzielte sie auf der Hartplatzsaison in den USA ihre mit Abstand besten Karriereergebnisse. So qualifizierte sie sich in San José für die Endrunde und besiegte im Achtelfinale mit Elise Mertens erstmals eine Top-20-Spielerin, ehe sie im Viertelfinale gegen Donna Vekić ausschied. Bei den US Open wurde sie dafür mit einer Wildcard fürs Hauptfeld belohnt und rückte dort unter anderem nach Siegen über die ehemalige Tospielerin Swetlana Kusnezowa sowie erneut Ostapenko erstmals in die vierte Runde eines Grand-Slam-Turniers ein. Dort traf sie wieder auf Elise Mertens, war dieses Mal jedoch chancenlos. Sie beendete die Saison nach einem weiteren Viertelfinaleinzug beim WTA-Turnier in Seoul erstmals in den Top 100 der Weltrangliste.
2008 gewann sie zusammen mit Christina McHale und Sloane Stephens für die Fed-Cup-Mannschaft der Vereinigten Staaten den Junioren-Fed-Cup. Im Endspiel schlugen sie das Team aus Großbritannien mit 2:0.
Im März 2022 kündigte sie in einem Instagram-Post ihren Rücktritt als aktive Tennisspielerin an.

## Turniersiege

### Einzel
| Nr. | Datum            | Turnier     | Kategorie   | Belag             | Finalgegnerin    | Ergebnis         |
| --- | ---------------- | ----------- | ----------- | ----------------- | ---------------- | ---------------- |
| 1.  | 19. Mai 2008     | Landisville | ITF $10.000 | Hartplatz         | Rebecca Marino   | 6:3, 2:6, 6:3    |
| 2.  | 16. Juni 2008    | Houston     | ITF $10.000 | Hartplatz (Halle) | Chan Chin-wei    | 7:67, 0:6, 7:62  |
| 3.  | 23. März 2009    | Hammond     | ITF $25.000 | Hartplatz         | Sophie Ferguson  | 0:6, 6:4, 6:4    |
| 4.  | 25. Mai 2015     | Changwon    | ITF $25.000 | Hartplatz         | Lee Ye-ra        | 6:3, 3:2 Aufgabe |
| 5.  | 31. August 2015  | Winnipeg    | ITF $25.000 | Hartplatz         | Sharon Fichman   | 6:2, 7:5         |
| 6.  | 23. April 2017   | Dothan      | ITF $60.000 | Sand              | Amanda Anisimova | 1:6, 6:2, 6:2    |
| 7.  | 5. November 2017 | Tyler       | ITF $80.000 | Hartplatz         | Danielle Collins | 6:4, 6:4         |

### Doppel
| Nr. | Datum          | Turnier              | Kategorie   | Belag | Partnerin     | Finalgegnerinnen              | Ergebnis |
| --- | -------------- | -------------------- | ----------- | ----- | ------------- | ----------------------------- | -------- |
| 1.  | 10. Mai 2010   | Raleigh              | ITF $50.000 | Sand  | Nicole Gibbs  | Alexandra Mueller Ahsha Rolle | 6:3, 6:2 |
| 2.  | 16. April 2017 | Indian Harbour Beach | ITF $80.000 | Sand  | Quinn Gleason | Laura Pigossi Renata Zarazúa  | 6:3, 6:2 |

## Abschneiden bei Grand-Slam-Turnieren

### Einzel
| Turnier         | 2008 | 2009 | ... | 2016 | 2017 | 2018 | 2019 | 2020 | Bilanz | Karriere |
| --------------- | ---- | ---- | --- | ---- | ---- | ---- | ---- | ---- | ------ | -------- |
| Australian Open | —    | —    | ... | Q1   | —    | 1    | Q2   | 1    | 0:2    | 1        |
| French Open     | —    | —    | ... | —    | Q2   | Q1   | Q1   | 1    | 0:1    | 1        |
| Wimbledon       | —    | —    | ... | —    | Q3   | Q2   | 1    | —    | 0:1    | 1        |
| US Open         | 1    | Q2   | ... | Q3   | Q2   | Q2   | AF   | 1    | 3:3    | AF       |

### Doppel
| Turnier   | 2009 | ... | 2017 | 2019 | Bilanz | Karriere |
| --------- | ---- | --- | ---- | ---- | ------ | -------- |
| Wimbledon | —    | ... | Q1   | —    | 0:0    | 0        |
| US Open   | 1    | ... | 1    | 2    | 1:3    | 2        |

### Mixed
| Turnier | 2017 | Bilanz | Karriere |
| ------- | ---- | ------ | -------- |
| US Open | 1    | 0:1    | 1        |